# Stephen Antony Pillai
Stephen Antony Pillai (ur. 22 czerwca 1952 w Keezha Manakudy) – indyjski duchowny rzymskokatolicki, od 2019 biskup Tuticorin.

## Życiorys
Urodził się 22 czerwca 1952 w wiosce Keezha Manakudy.
Uzyskał tytuł magistra teologii w Papieskim Seminarium Św. Piotra w Bangalore oraz doktorat z teologii biblijnej na Papieskim Uniwersytecie Urbaniana w Rzymie.
Święcenia kapłańskie otrzymał 7 maja 1979 i został inkardynowany do diecezji Vellore. Pracował głównie jako duszpasterz parafialny, był także m.in. wykładowcą i wicerektorem seminarium, dyrektorem centrum duszpasterskiego w Vellore, wikariuszem generalnym diecezji oraz dyrektorem diecezjalnego domu rekolekcyjnego.
17 stycznia 2019 papież Franciszek mianował go biskupem Tuticorin. Sakry udzielił mu 24 lutego 2019 jego poprzednik – Yvon Ambroise.